# Mejor es holgar
El aguafuerte Mejor es holgar es un grabado de la serie Los caprichos del pintor español Francisco de Goya. Está numerado con el número 73 en la serie de 80 estampas. Se publicó en 1799.

## Interpretaciones de la estampa
Existen varios manuscritos contemporáneos que explican las láminas de los Caprichos. El que se encuentra en el Museo del Prado se tiene como autógrafo de Goya, pero parece más bien despistar y buscar un significado moralizante que encubra significados más arriesgados para el autor. Otros dos, el que perteneció a Ayala y el que se encuentra en la Biblioteca Nacional, realzan la parte más escabrosa de las láminas.
- Explicación de esta estampa del manuscrito del Museo del Prado: Si el que más trabaja es el que menos goza, tiene razón: mejor es holgar.[2]

- Manuscrito de Ayala: Más quieren las mujeres echarse a la bribia, que desenmarañar madejas y trabajar en casa.[2]

- Manuscrito de la Biblioteca Nacional: Una familia viciosa difícilmente se sujeta a las ocupaciones honestas caseras. El bestia del marido se pone a tener la madeja, se enreda; la suegra la desenmaraña y la mujer se cansa y manifiesta en sus ademanes que la tiene más cuenta echarse a la bribia.[2]